# جيف نيلسن
جيف نيلسن (بالإنجليزية: Jeff Nielsen)‏ هو لاعب هوكي الجليد أمريكي، ولد في 20 سبتمبر 1971 في غراند رابيدز في الولايات المتحدة.

## وصلات خارجية
- جيف نيلسن على موقع دوري الهوكي الوطني (الإنجليزية)
- جيف نيلسن على موقع قاعة مشاهير الهوكي (لاعب أن.إتش.أل) (الإنجليزية)
- جيف نيلسن على موقع EliteProspects.com (الإنجليزية)
- جيف نيلسن على موقع HockeyDB.com (الإنجليزية)
- جيف نيلسن على موقع Hockey-Reference.com (الإنجليزية)